# Tobias Zilliacus

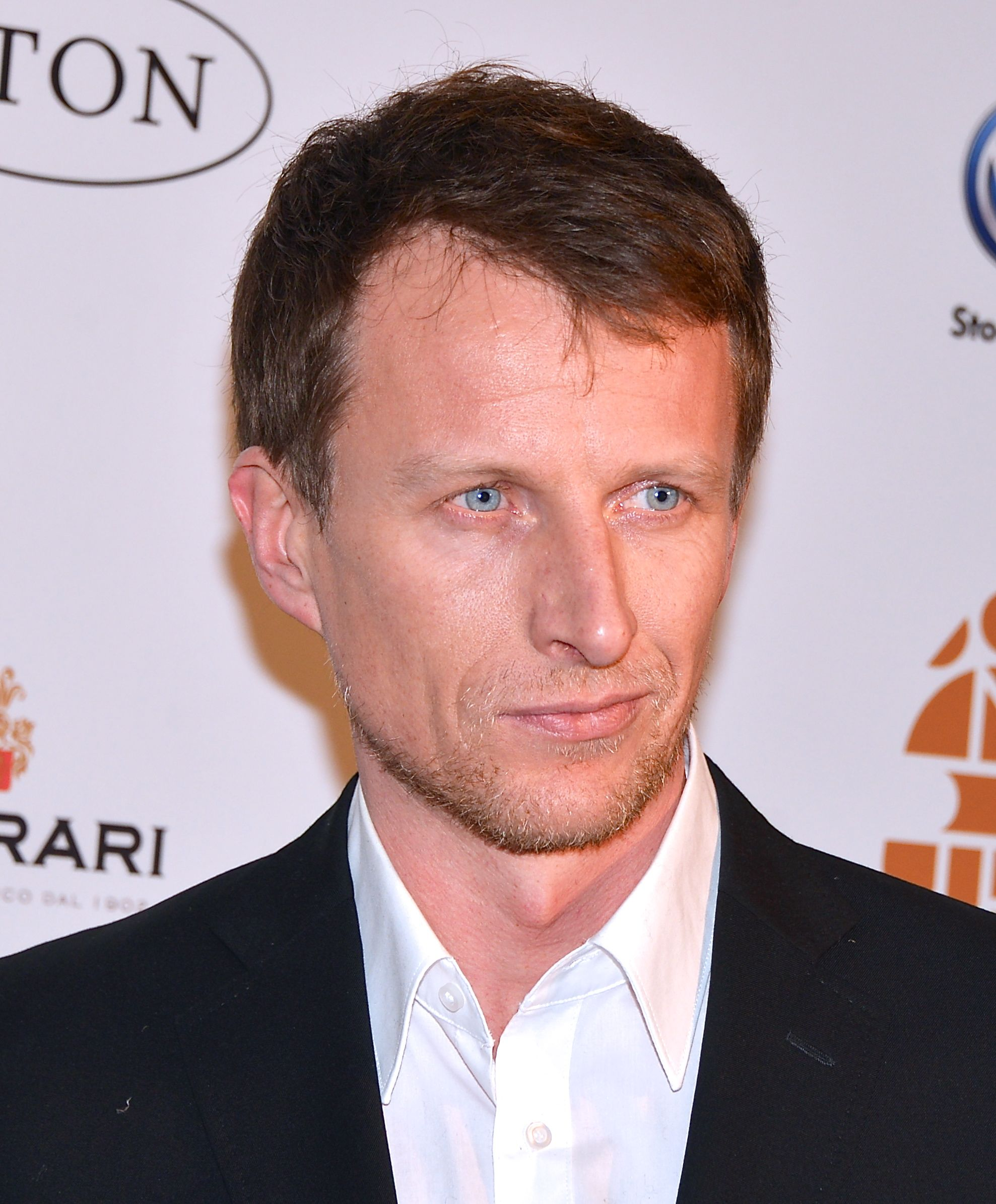
Tobias Zilliacus (2013)

Lars Emil Tobias Zilliacus (* 30. September 1971 in Helsinki) ist ein finnlandschwedischer Schauspieler und Drehbuchautor.

## Leben
Lars Zilliacus ist in der zweisprachigen Stadt Helsinki (schwedisch Helsingfors) geboren und aufgewachsen. Er schloss seine Ausbildung an der Theaterakademie Helsingfors 1995 ab. Seine bekannteste Rolle spielte er 2012 im schwedischen Krimi Der Hypnotiseur.
Er ist mit der Schauspielerin Linda Zilliacus verheiratet, mit der er drei Kinder hat. 

## Filmografie
- 2004: Beyond the Front Line – Kampf um Karelien (Framom främsta linjen)
- 2011: Iris – Die abenteuerliche Reise ins Glück (Iris)
- 2012: Der Hypnotiseur (Hypnotisören)
- 2013: Mankells Wallander (Fernsehserie, eine Folge)
- 2014–2020: Blutsbande (Tjockare än vatten, Fernsehserie, 22 Folgen)
- 2014: Der Kommissar und das Meer (Fernsehserie, eine Folge)
- 2015: Fortitude (Fernsehserie, eine Folge)
- 2015: Onneli und Anneli im Winter (Onnelin ja Annelin talvi)
- 2018: Deadwind (Karppi, Fernsehserie, 12 Folgen)
- 2018: Kommissar Beck – Die neuen Fälle (Beck, Fernsehserie, eine Folge)
- 2024: Stormskärs Maja